# Ranunculus minimifolius
Ranunculus minimifolius är en ranunkelväxtart som beskrevs av Hj. Eichl.. Ranunculus minimifolius ingår i släktet ranunkler, och familjen ranunkelväxter. Inga underarter finns listade i Catalogue of Life.